# Noriko Shitaya
Noriko Shitaya (下屋 則子?, Shitaya Noriko; Chiba, 22 aprile 1982) è una doppiatrice giapponese.

## Doppiaggio

### Anime
- Hamtaro (2000): Sumire-chan, Tsutomu-kun
- PaRappa the Rapper (2001): Gallery (ep. 17)
- Mermaid Melody Pichi Pichi Pitch (2003): Sister MiMi
- Fate/stay night (2006): Sakura Matō
- Fate/Zero (2011): Sakura Matō
- Fate/stay night: Unlimited Blade Works (2014-2015): Sakura Matō
- Naruto, Naruto Shippuden e Boruto: Naruto Next Generations: Moegi
- Bleach: Ururu

### Film
- Fate/stay night: Unlimited Blade Works (2010): Sakura Matō
- Fate/stay night: Heaven's Feel - I. presage flower (2017): Sakura Matō
- Fate/stay night: Heaven's Feel - II. lost butterfly (2019): Sakura Matō
- Fate/stay night: Heaven's Feel - III. spring song (2020): Sakura Matō

### OAV
- Alien 9 (2001): Kasumi Tōmine
- Carnival Phantasm (2011): Sakura Matō

### Videogiochi
- Ever17: The out of infinity (2002, 2011): You Tanaka
- Final Fantasy Origins (2002): Maria
- Fate/stay night [Realta Nua] (2007): Sakura Matō
- Fate/tiger colosseum (2007): Sakura Matō
- Otomedius (2007): Erul Tron
- Final Fantasy IV (Remake) (2007): Rydia
- Fate/unlimited codes (2008): Sakura Matō
- Trinity Universe (2009): Viorate Platane
- Final Fantasy Crystal Chronicles: The Crystal Bearers (2009): Althea
- Dungeon Travelers 2: The Royal Library & the Monster Seal (2013): (Melvy de Florencia)
- Fate/EXTRA CCC (2013): Sakura Matō, BB
- Granblue Fantasy (2014): Nier
- Fate/hollow ataraxia (2014): Sakura Matō
- Fate/Grand Order (2015): BB, Lancer/Parvati, Lancer/Qin Liangyu, Assassin/Kamadeva
- Everyday: Today's Menu for Emiya Family (2021): Sakura Matō
- Live A Live (Remake) (2022): Taeko
- Granblue Fantasy: Versus Rising (2023): Nier